# Catacryptico
Catacryptico ist ein Musikalbum der Formation SYNC, die aus Sebastian Strinning, Natalie Peters, Yara Li Mennel und Jacek Chmiel besteht. Die im Sommer 2022 in Locarno entstandenen Aufnahmen erschienen 2024 auf AUT Records.

## Hintergrund
Die vier Musiker haben sich durch die kulturellen Aktivitäten von Carovana091 in Locarno kennengelernt. Der Holzbläser Sebastian Strinning gehört zu den Vertretern der aktuellen Free-Jazz-Szene der Schweiz. Natalie Peters und Yara Li Mennel aus Locarno arbeiten seit mehreren Jahren zusammen, setzen ganz auf einen natürlichen, spontanen Einsatz von Stimme und Instrument. Der aus Polen stammende Jacek Chmiel hat in Basel bei Fred Frith studiert und arbeitete mit Improvisatoren wie Malwina Kołodziejczyk, Daniil Gorokhov und Thomas Rohrer.

## Titelliste
- SYNC: Catacryptico (AUT Records AUT 110)

1. L’amore di una povera creatura 14:47
2. Laughing with a Poet 5:06
3. People Like Me 9:45
4. Ashes of a Diva 17:50

Die Stücke stammen von Sebastian Strinning, Natalie Peters, Yara Li Mennel und Jacek Chmiel (SUISA).

## Rezeption
Um die Begegnung dieser unterschiedlichen Charaktere voll auszunutzen, würde sich die Musik ganz in der „Hier-und-Jetzt“-Situation entwickeln, schrieb Jan Granlie in Salt Peanuts. Die Hörer bekämen hier vier relativ lange „Strecken“ geboten, die „alles“ enthalten von künstlichen Kinderschreien, Stimmarbeit in einem Abschnitt, wo man Einflüsse der Dänin Randi Pontoppidan und der Niederländerin Greetje Bijma finde und teilweise auch der Norwegerin Sidsel Endresen. Aber Peters sei auf ihre eigene Art originell, und sie singe auf eine beglückende Weise, egal wie sehr sie „heult und schreit“. Strinnings Saxophon- und Bassklarinettenspiel sei herausragend; er sprühe geradezu vor kreativer Spielfreude. Er sei ein hervorragender Techniker, und sein Bassklarinettenspiel sei brillant. Li Mennels Geige füge sich auf gelungene Weise zusammen mit dem Gesang, von dem man gerne noch mehr gehört hätte, in das Ganze ein, und Chmiels Elektronik (und Klangschale) machten das Ganze nahezu perfekt. Und wenn er mit der Zither hervorsticht, bekomme man eine originelle Wendung der Improvisation, die aufhorchen lasse. Dies sei eine äußerst aufregende Veröffentlichung.